# Ригоризм
Ригори́зм (фр. rigorisme від лат. rigor — твердість, строгість) — строгість проведення якого-небудь принципу (норми) у поведінці та думці.
Ригоризм виключає компроміси і не враховує інші принципи, відмінні від позиції суб'єкта. Зазвичай під ригоризмом розуміють моральний (моралістичний, етичний) ригоризм, який полягає в соціальному провадженні моральних норм. Часто це слово використовується у негативному розумінні, на позначення надмірно дріб'язкової суворості в дотриманні правил моральності. Є важливим поняттям етики.
Ригористичними є чимало релігійних та філософських учень (наприклад, стоїцизм та пуританізм).
Принцип ригоризму в етиці був сформульований І. Кантом у вченні про обов'язок яко єдиний критерій моральності. Із погляду Канта, моральними визнаються тільки вчинки, здійснені за мотивом обов'язку; учинки, здійснені через інші спонукання (звичку або схильність тощо), як не суперечать вимогам обов'язку ба й відповідають їм, не визнаються ним за моральні
.

## У психопатології
У психопатології термін «ригоризм» означає неухильне, сліпе й неадекватне реальним обставинам дотримання певних принципів, правил, переважно у питаннях моральності. У дітей і підлітків проявляється неприродньою правильністю, слухняністю, зразковістю у поведінці; у дорослих — граничною прямолінійністю, «чесністю», що не зважає ні на що, «відвертістю» аж до реґресивної синтонності. Розглядається яко ознака аутизму.